# Sabah Jeayer
Sabah Jeayer (Irak; 26 de mayo de 1970) es un exfutbolista de Irak que jugaba en la posición de delantero.

## Carrera

### Club
| Periodo   | Club              |
| --------- | ----------------- |
| 1987-1991 | Al-Talaba SC      |
| 1991-1993 | Al-Quwa Al-Jawiya |
| 1993-1995 | Al-Talaba SC      |
| 1996-1998 | Al-Quwa Al-Jawiya |
| 2000-2002 | Al-Talaba SC      |

### Selección nacional
Jugó para Irak en 21 ocasiones de 1992 a 2001 y anotó 4 goles, y participó en la Copa Asiática 2000.

## Logros
- Liga Premier de Irak: 3

1991/92, 1996/97, 2001/02
- Copa de Irak: 3

1991/92, 1996/97, 2001/02
- Supercopa de Irak: 2

1997, 2002
- Copa Elite Iraquí: 1

1996

## Estadísticas

### Goles con selección nacional
| #  | Fecha      | Sede                        | Rival  | Marcador | Resultado | Torneo                                               |
| -- | ---------- | --------------------------- | ------ | -------- | --------- | ---------------------------------------------------- |
| 1. | 15-10-2000 | Sports City Stadium, Beirut | Líbano | 1–0      | 2–2       | Copa Asiática 2000                                   |
| 2. | 15-10-2000 | Sports City Stadium, Beirut | Líbano | 2–2      | 2–2       | Copa Asiática 2000                                   |
| 3. | 12-4-2001  | Al-Shaab Stadium, Baghdad   | Macao  | 5–0      | 8–0       | Clasificación para la Copa Mundial de Fútbol de 2002 |
| 4. | 12-4-2001  | Al-Shaab Stadium, Baghdad   | Macao  | 7–0      | 8–0       | Clasificación para la Copa Mundial de Fútbol de 2002 |